# Youth (álbum)
Youth es el sexto álbum de estudio de Collective Soul, lanzado en noviembre de 2004. Este álbum fue el primero lanzado por El Music Group, el propio sello discográfico de la banda, después de dejar Atlantic Records tras editar el recopilatorio, 7even Year Itch. A pesar de ser el disco de estudio menos vendido de la banda, es considerado como un gran regreso después de pasar dos años de inactividad. Youth contiene un sonido más balanceado que sus anteriores discos, Dosage y Blender.

## Lista de temas
- Todas las canciones fueron escritas por Ed Roland, excepto las señaladas.

1. "Better Now" (Dexter Green, Roland) – 3:14
2. "There's A Way" (Green, Roland) – 3:50
3. "Home" (Green, Roland) – 3:57
4. "How Do You Love" – 4:20
5. "Him" – 2:38
6. "Feels Like (It Feels Alright)" – 3:07
7. "Perfect to Stay" – 3:05
8. "Counting the Days" – 2:40
9. "Under Heaven's Skies" – 3:32
10. "General Attitude" – 4:00
11. "Satellite" – 3:24

## Posicionamiento

### Álbum
| Año  | Ranking           | Posición |
| ---- | ----------------- | -------- |
| 2004 | The Billboard 200 | 66       |

### Sencillos
| Año  | Sencillo            | Ranking                | Posición |
| ---- | ------------------- | ---------------------- | -------- |
| 2004 | "Counting the Days" | Mainstream Rock Tracks | 8        |
| 2005 | "Better Now"        | Mainstream Rock Tracks | 35       |
| 2005 | "Better Now"        | Adult Top 40           | 9        |
| 2005 | "How Do You Love?"  | Adult Top 40           | 16       |